# Delphacodes basalis
Delphacodes basalis är en insektsart som först beskrevs av Matsumura 1915.  Delphacodes basalis ingår i släktet Delphacodes och familjen sporrstritar. Inga underarter finns listade i Catalogue of Life.